# Список покинутых населённых пунктов Северо-Западных территорий
Ниже приведен список известных покинутых населённых пунктов Северо-Западных территорий Канады. Большинство из них были созданы для эксплуатации месторождений полезных ископаемых и заброшены после их истощения

## Список
- Порт-Радиум (до 1937 года — Кэмерон-Бэй; основан в 1900 году, покинут в 2007 году)
- Кэмп-Кэнол (основан в 1943 году для строительства трассы Канол, закрыт в 1945 году после завершения строительства)
- Дискавери-Майн (основан в 1950 году для обслуживания шахты «Дискавери»[англ.], закрыт в 1969 году после закрытия шахты)
- Форт-Конфиденс[англ.] (основан в 1837 году, уничтожен пожаром в 1911 году)
- Старый Форт-Провиденс[англ.] (основан в 1789 году, покинут в 1823 году)
- Пайн-Пойнт[англ.] (основан в 1963 году для обслуживания шахты, покинут в начале 1990-х, вскоре после закрытия в шахты 1988 году)
- Рейрок (основан в 1957 году для обслуживания шахты «Рейрок»[англ.], закрыт в 1959 году)
- Роше-Ривер
- Тангстен (основан в 1961 году для обслуживания вольфрамовой шахты, закрыт в 1986 году после закрытия шахты; в 2002 году шахта вновь открылась, здания бывшего посёлка не заселены, но сохраняются как памятник прошлого)